# Copipanolis cubilis
Copipanolis cubilis là một loài bướm đêm trong họ Noctuidae.